# Martina Borecká
Martina Borecká (* 19. März 1991 in Brandýs nad Labem-Stará Boleslav, Tschechoslowakei) ist eine ehemalige tschechische Tennisspielerin.

## Karriere
Martina Borecká, die am liebsten auf Hartplätzen spielte, begann im Alter von sechs Jahren mit dem Tennis. Auf dem ITF Women’s Circuit gewann sie insgesamt zwei Einzel- und 18 Doppeltitel.
2012, 2013 und 2014 gehörte sie zum Kader des TC Amberg am Schanzl, der in der 1. und 2. Tennis-Bundesliga antrat. 2016 schloss sie sich dem TC Großhesselohe an, der in der 2. Tennis-Bundesliga spielte.

## Erfolge

### Einzel
Turniersiege 
| Nr. | Datum        | Turnier        | Kategorie   | Belag     | Finalgegnerin    | Ergebnis    |
| --- | ------------ | -------------- | ----------- | --------- | ---------------- | ----------- |
| 1.  | Oktober 2010 | Monastir       | ITF $10.000 | Hartplatz | Jana Čepelová    | 7:5, 6:1    |
| 2.  | Mai 2015     | Szczawno-Zdrój | ITF $10.000 | Sand      | Jesika Malečková | 1:0 Aufgabe |

### Doppel
Turniersiege 
| Nr. | Datum         | Turnier        | Kategorie   | Belag     | Partnerin               | Finalgegnerinnen                     | Ergebnis          |
| --- | ------------- | -------------- | ----------- | --------- | ----------------------- | ------------------------------------ | ----------------- |
| 1.  | April 2009    | Bol            | ITF $10.000 | Sand      | Noppawan Lertcheewakarn | Michaela Pochabová Patrícia Verešová | 6:3, 6:3          |
| 2.  | Mai 2009      | Michalovce     | ITF $10.000 | Sand      | Martina Kubičíková      | Simona Dobrá Lucie Kriegsmannová     | 2:6, 6:2, [11:9]  |
| 3.  | Mai 2010      | Olecko         | ITF $10.000 | Sand      | Martina Kubičíková      | Martina Frantová Simona Parajova     | 6:3, 6:1          |
| 4.  | August 2010   | Iława          | ITF $10.000 | Sand      | Martina Kubičíková      | Veronika Domagala Katarzyna Kawa     | 6:3, 6:1          |
| 5.  | Februar 2011  | Leimen         | ITF $10.000 | Hartplatz | Petra Krejsová          | Kim Kilsdonk Nicolette van Uitert    | 2:6, 7:65, [10:4] |
| 6.  | März 2011     | Dijon          | ITF $10.000 | Hartplatz | Petra Krejsová          | Maria Abramović Sopia Kwazabaia      | 6:3, 6:4          |
| 7.  | April 2011    | Bol            | ITF $10.000 | Sand      | Martina Kubičíková      | Evelyn Mayr Julia Mayr               | 6:2, 6:4          |
| 8.  | April 2011    | Hvar           | ITF $10.000 | Sand      | Martina Kubičíková      | Ionela-Andreea Iova Zuzana Zlochová  | 6:0, 6:2          |
| 9.  | Juni 2011     | Niš            | ITF $10.000 | Sand      | Vivien Juhászová        | Ivana Topčić Natalija Stevanović     | 7:67, 6:3         |
| 10. | Oktober 2011  | Solin          | ITF $10.000 | Sand      | Petra Krejsová          | Karin Morgošová Lenka Tvarošková     | 3:6, 6:4, [10:3]  |
| 11. | April 2012    | Iraklio        | ITF $10.000 | Teppich   | Petra Krejsová          | Lina Gjorcheska Despoina Vogasari    | 6:0, 6:0          |
| 12. | April 2012    | Iraklio        | ITF $10.000 | Teppich   | Petra Krejsová          | Lina Gjorcheska Despoina Vogasari    | 6:2, 6:3          |
| 13. | Mai 2012      | Bad Saarow     | ITF $10.000 | Sand      | Simona Dobrá            | Carolin Daniels Dejana Raickovic     | 6:2, 6:2          |
| 14. | Oktober 2012  | Monastir       | ITF $10.000 | Hartplatz | Amandine Cazeaux        | Valeria Podda Lisanne van Riet       | 7:5, 7:5          |
| 15. | Juni 2013     | Zlín           | ITF $25.000 | Sand      | Tereza Smitková         | Paula Kania Katarzyna Piter          | 6:1, 5:7, [10:8]  |
| 16. | Juli 2014     | Toruń          | ITF $25.000 | Sand      | Martina Kubičíková      | Hilda Melander Chantal Škamlová      | 7:64, 6:2         |
| 17. | November 2014 | Loughborough   | ITF $10.000 | Hartplatz | Shérazad Reix           | Amy Bowtell Lucy Brown               | 6:3, 6:2          |
| 18. | Mai 2015      | Szczawno-Zdrój | ITF $10.000 | Sand      | Jesika Malečková        | Veronika Kolářová Petra Rohanová     | 6:1, 2:6, [10:5]  |